# Suspicion (film, 1999)
Pour les articles homonymes, voir Suspicion.
Pour plus de détails, voir Fiche technique et Distribution.
Suspicion (The Intruder) est un film canadien réalisé par David Bailey en 1999.

## Résumé
Catherine a épousé Nick, mais un malaise s'installe : Stella, l'épouse précédente, est-elle vraiment disparue ?

## Fiche technique
- Scénario : Jamie Brown, Brooke Leimas, Paul Mayersberg
- Production : Jamie Brown, Gary Howsam, Pieter Kroonenburg, Magnus Macintyre, Steve Walsh et Thierry Wase-Bailey
- Musique : Haim Frank Ilfman
- Photographie : Jean Lépine
- Durée : Argentine : 90 min / France : 90 min / UK : 94 min / Portugal : 90 min
- Pays :  Royaume-Uni /  Canada
- Langue : anglais
- Format d'image : Couleur
- Classification : Argentine : 13 / Chili : 14 / France : U / Allemagne : 12 / USA : Unrated

## Distribution
- Charlotte Gainsbourg (VF : elle-même) : Catherine Girard
- Charles Edwin Powell (VF : Thierry Wermuth) : Nick Girard
- Nastassja Kinski (VF : Brigitte Berges) : Badge Muller
- Molly Parker (VF : Déborah Perret) : Daisy
- John Hannah (VF : Bruno Dubernat) : Charlie
- Charles Papasoff: saxophoniste
- Marianne Farley : Stella/Nancy Brooke (alors Marianne Therien)
- Mike Tsar : Detective Fordham
- Angelo Tsarouchas : Leiberman